# Karaadilli, Şuhut
Karaadilli è una città della Turchia occidentale, comune cittadino, in turco belde belediyesi del distretto di Şuhut. Si trova a 30 km da Şuhut e a 60 km da Afyonkarahisar, il capoluogo dell'omonima provincia. Raggiunse lo status di belde (città) nel gennaio del 1966. È suddivisa in quattro quartieri: Çağlayan, Develi, Erenler e Zafer.